# Nissan 240SX
O Nissan 240SX é um coupé médio, produzido pela Nissan entre 1989 e 1998. Seu principal foco foi o mercado estadunidense, enquanto seu similar, o Nissan Silvia, explorou os mercados europeu e japonês.

## Galeria
- Primeira geração (1989-1994)
- Segunda geração (1994-1998)